# Rubem Dantas
Rubem Dantas Rodrigues (ur. w 1954 w Salvador de Bahía) – brazylijski perkusista. Studiował grę na fortepianie i perkusji w Salvadorze. Rubem jest jednym z pierwszych, którzy zastosowali instrument perkusyjny w muzyce flamenco.

## Początki kariery
Dantas pochodzi z zamiłowanej do muzyki rodziny. Grę na pianinie rozpoczął, dzięki swojej mamie, która namawiała go także do słuchania takich tuz muzycznych jak Maysa Matarazzo, Agostinho dos Santos, Jackson do Pandeiro, Pixinguinha, czy Elzy Soares. Po kilku latach spędzonych przy pianinie, Rubem postanowił zmienić instrument na perkusję. Jego opiekunem został Vadinho do Cantois, którego muzyk uznaje za prawdziwego maestro. Vadinho nauczył go podstaw i uczynił go jednym z najbardziej obiecujących bębniarzy na świecie, którzy brali udział na najważniejszych festiwalach w Brazylii. Wspólnie z Sangue y Raça odniósł spory sukces adaptując musical Opera za trzy grosze Bertolta Brechta.

## Paryż i Madryt
Po kilku latach spędzonych w Paryżu, w 1976 roku Rubem przybywa do Madrytu, współpracując tam z Eddym Louissem i Christianem Escoudé. W Hiszpanii spotyka Jean Luc Vallet, Jaime Marques, Manolo Heredia Bonilla z Malagi, Kubańczykiem Tito Duarte, Richardem Krullem i Pepe Pererą, z którymi kolaboruje. W tym czasie spotyka Pedro Ruy-Blasa, który proponuje mu dołączenie do zespołu "Dolores", założonego przez Jorge Pardo, Jesúsa Pardo i Alvaro Yébenesa. Grupa nieodwracalnie zmienia pogląd na muzykę flamenco.

## Udział w projekcie Paco de Lucii
W 1981 roku Paco de Lucía proponuje Rubemowi udział w jego nowym przedsięwzięciu – Paco de Lucía Sextet. To było wtedy, gdy Rubem wprowadził w świat flamenco perkusję. Jego rytmy uzupełnione były dźwiękami bongosów, darbuki, Kongi oraz chimes po raz pierwszy w historii. Zespół po latach stał się jednym z najlepiej rozpoznawalnych w muzyce tego gatunku. Dantas występował na największych scenach świata przez ponad 25 lat, będąc pozytywnie przyjętym przez krytyków.

## Wprowadzenie nowego instrumentu
Podczas jednego z koncertów z Paco de Lucią w Stanach Zjednoczonych, Rubem odkrył peruwiański bęben cajón. Artysta użył go również podczas nagrań opublikowanych na albumie Sólo quiero caminar (1981), autorstwa de Lucii. Od tego momentu „skrzynka” jest utożsamiana ze stylem flamenco.